# Ekrem Cemilpascha

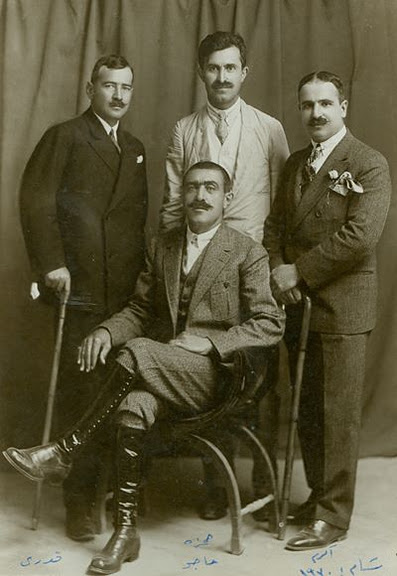
Ekrem Cemilpascha (hinten rechts), mit Kadri Cemilpascha, Mükslü Hamza, Haco Agha (vorne)

Ekrem Cemilpaşa oder Ekrem Cemil Paşa (Burc) oder Cemilpaşazade Ekrem (اکرم جهمیل پاشا, Ekrem Cemîl Paşa; * 22. Februar 1891 in Diyarbakır; † 31. Dezember 1974 in Damaskus) war ein kurdischer Politiker und Offizier.
Er kam 1891 als Sohn des Cemil Paşazade Kasım Bey, der zu den wichtigeren Familien in Diyarbekir gehörte, und der tscherkessischen Hayriye Hanım zu Welt. Seinen Grundschulunterricht erhielt er zuhause und begann 1901 die Militärschule in Diyarbekir (tr: Askerî Rüştiyesi), die er 1908 abschloss.

## Kürt Talebe Hêvî Cemiyeti
Um auf ein Gymnasium zu gehen, wurde er nach Istanbul geschickt und schloss 1912 die İstanbul Sultanisi ab. Im selben Jahr wurde er Mitglied des ersten legalen kurdischen Schülervereins der Kürt Talebe Hêvî Cemiyeti. In seinen Memoiren schrieb er, dass die Hêvî innerhalb kurzer Zeit 200 Mitglieder hatte. Der Verein publizierte die Zeitschrift Hetaw Kurd (dt.: Sonne der Kurden). Während seines Auslandsaufenthaltes gründeten er und andere Zweigstellen der Hêvî in Lausanne, Genf und München.

## Kürdistan Teali Cemiyeti
Seine Familie schickte ihn zum Studium der Mathematik nach Lausanne, von wo er nach einem Jahr nach Genf in Belgien ging. Aber mit dem Ausbruch des Ersten Weltkrieges musste er wie alle osmanischen Studenten nach Istanbul zurückkehren. Als Kanonier kämpfte er bei Çanakkale und wurde an die Kaukasusfront geschickt, wo er verletzt wurde.
Nach seiner Behandlung diente er in Diyarbakir als Adjutant Mustafa Kemals und als stellvertretender Kommandant des zweiten osmanischen Heeres. Später wurde er an die Palästinafront geschickt. Als bei der Palästinaschlacht seine Einheit aufgerieben wurde, kehrte er über Aleppo und Mardin nach Diyarbakir zurück. 1918 gründete er in Diyarbakir die Kürt Teâli Cemiyeti und war deren Vorsitzender. 1919 siedelte er nach Istanbul über und wurde zu einem Mitglied der Kürdistan Teali Cemiyeti.

## Der Ali-Galip-Vorfall
1919 kam er zusammen mit Major Edward William Charles Noel, Celadet Ali Bedirxan und Kamuran Bedirxan nach Malatya. Dort trafen sie sich mit dem Wali Ali Galip, der den Auftrag hatte, Mustafa Kemal im Namen der Regierung in Istanbul gefangen zu nehmen und so den Kongress von Sivas zu verhindern. Als sie aber erfuhren, dass Mustafa Kemal sie festnehmen wollte, verließen sie die Stadt und flohen. 1920 gründete er die Kürt Teşkilat-ı İçtimaiye Cemiyeti, deren Ziel die Unabhängigkeit Kurdistans war.
1921 kehrte er wieder nach Anatolien zurück und blieb mehr als fünf Monate in der Region Diyarbakir und Mardin. Als er abreisen wollte, wurde er von Abdülkerim aus dem Stamm der Hevêrkan der Regierung gemeldet. Ekrem wurde verhaftet und nach Ankara geschickt, wo er vom Unabhängigkeitsgericht freigesprochen wurde. Im Rahmen des Scheich-Said-Aufstandes von 1925 wurde er wieder festgenommen und diesmal vor dem Unabhängigkeitsgericht verurteilt. Nach drei Jahren Gefängnis in Kastamonu folgten 3 Monate Hausarrest ebenfalls in Kastamonu. Nach der Entlassung 1928 wurde er nach Istanbul ins Exil geschickt. Nach sechs Monaten Exil kehrte er nach Diyarbakir zurück. Wenig später suchten er und andere Familienmitgliedern am 19. März 1929 Asyl in Syrien.

## Xoybun
In Syrien trat er der Xoybûn bei. Zu der Zeit plante die Xoybun eine Offensive in Nordkurdistan und Ekrem sollte die Führung einer der Gruppen übernehmen, doch die französische Verwaltung sammelte die Xoybunführer aus den kurdischen Gebieten und schickten sie nach Damaskus. So konnte er nicht an der Offensive teilnehmen.
1932 wurde er Mitglied der in Syrien gegründeten Civata Arîkariyê Jibo Belengazên Kurd Li Cizîrê (Hilfsverein für die armen Kurden der Dschezira). 1933 wurde er aus der türkischen Staatsangehörigkeit entlassen. 1937 wurde er mit den anderen Familienangehörigen durch die französische Mandatsregierung ins Gefängnis Tadmur deportiert. 1937 waren er und Kadri Cemilpascha die Verantwortlichen der Civata Azadî û Yekîtiya Kurdan (Verein für Unabhängigkeit und Einheit der Kurden). Zwischen 1939 und 1946 war er politischer Repräsentant der Xoybun.
Seit 1967 wohnte er in Damaskus und schrieb dort 1972 ein Buch über kurdische Geschichte das Dîroka Kurdistan Bi Kurtebirî-I. Zu der Zeit gewährte er vielen kurdischen politischen Flüchtlingen aus der Türkei wie Necmettin Büyükkaya und Ömer Çetin Hilfe und Unterschlupf.
Am 31. Dezember 1974 starb er in Damaskus und wurde auf dem Friedhof des Stadtviertels Heyy'ul Ekrad (Rukneddin) begraben.
Er konnte Kurdisch, Türkisch, Französisch, Persisch und Arabisch. Mit seiner tscherkessischstämmigen Ehefrau Cavidan Hanım hatte er fünf Kinder namens Xeyrîye, Jale, Xenden, Pervin und Newzad.

## Werke
- Hînkerê Zimanê Kurdî, Rehberê Ziman ê Her Du Kurdî: Kurmancî, Babanî, Ji neşriyatê Hêvî-Civata Telebeyê Kurdan, jimar: 1, Çapxaneyê Necmê Îstîqbal, İstanbul, 1921/1337.
- C.P.C.: Dîrok a Kurdistan Bi Kurteliri - I. Beirut 1972.
- Ekrem Cemil Paşa: Muhtasar Hayatım. 1989.
- Ekrem Cemil Paşa: Kürdistan Kısa Tarihi (Kurze Geschichte Kurdistans), Doz Verlag, İstanbul, 1998.